# Louise von François
Marie Louise von François (Herzberg, 27 giugno 1817 – Weißenfels, 25 settembre 1893) è stata una scrittrice tedesca.

## Biografia
Louise von François nacque a Herzberg nel 1817 in una famiglia di nobili ugonotti francesi emigrati in Germania. Dopo la morte del padre, si trasferì a Potsdam dallo zio e qui intraprese la carriera letteraria. I tutori legali sperperarono la sua eredità, impoverendola al punto che il suo promesso, il conte Alfred di Görtz, annullò il fidanzamento. Tornò quindi a vivere con la madre a Weißenfels, dove finì per restare fino alla morte.
La sua produzione letteraria, costituita da romanzi e racconti, evidenzia la transizione dallo stile romantico a quello realista e al centro di essa vi è l'attenzione alla condizione femminile, ma anche una grande enfasi sul senso del dovere. Nel 1871, all'età di cinquantaquattro anni, pubblicò il suo capolavoro, il romanzo storico Die letzte Reckenburgerin. L'opera la portò all'attenzione di Conrad Ferdinand Meyer e Marie von Ebner-Eschenbach, con cui intraprese una fitta corrispondenza epistolare pubblicata postuma nel 1905.